# Neolucanus laticollis
Neolucanus laticollis là một loài bọ cánh cứng trong họ Lucanidae. Loài này được Thunberg mô tả khoa học năm 1806.